# Brooks England

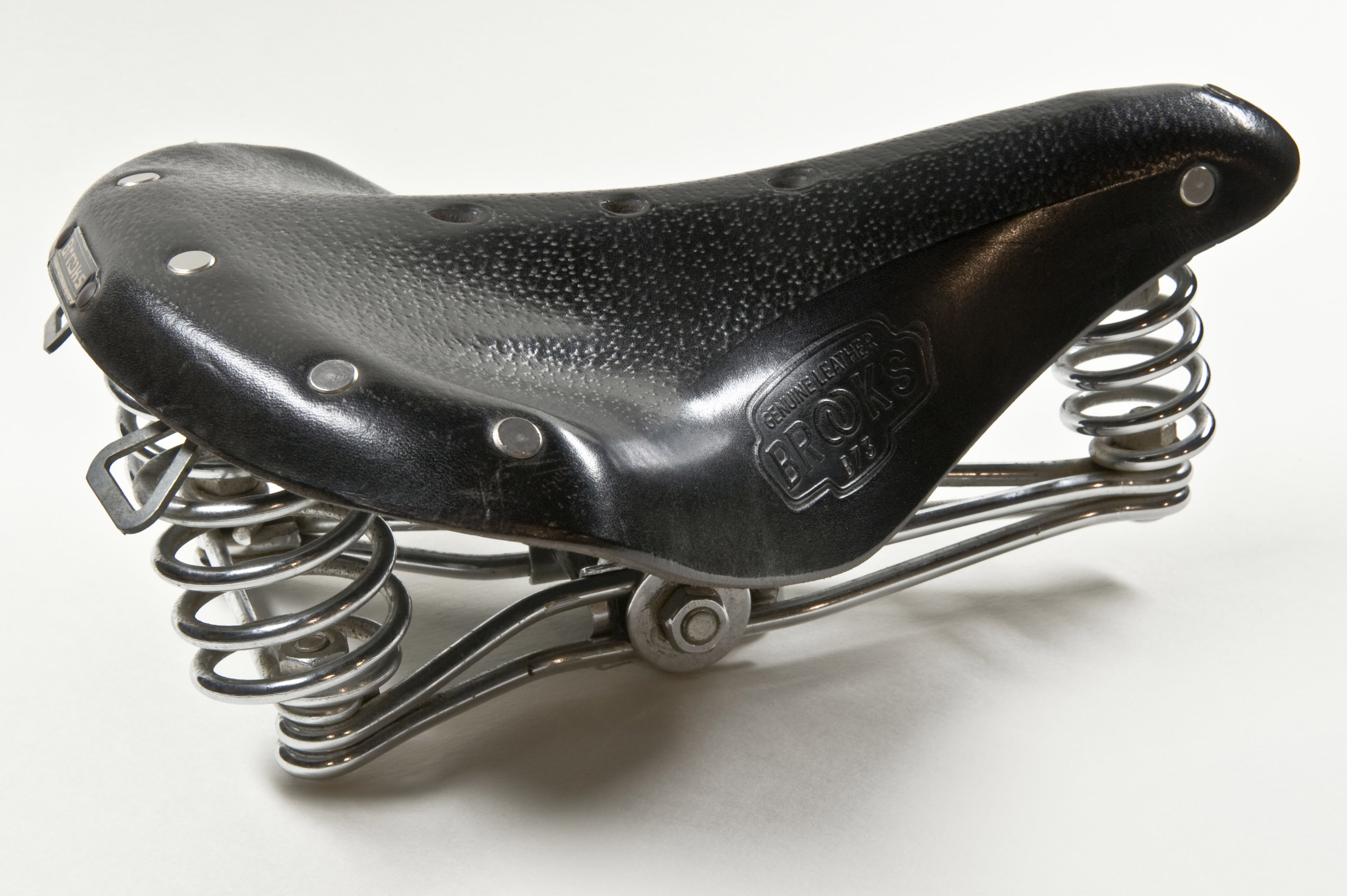
Brooks-zadel

Brooks England Ltd. is een fabrikant van onderdelen als fietszadels.
Het bedrijf is in 1866 opgericht door John Boultbee Brooks. Onder de noemer JB Brooks & Co. begon hij een bedrijf in onder meer lederwaren in de Engelse plaats Birmingham. Vanaf 1878 startte de ontwikkeling en productie van fietszadels. Tot 1958 bleef de familie Brooks sterk betrokken in het bedrijf. In 1962 volgde een overname door het Britse concern Raleigh en verhuisde de firma naar de nabijgelegen plaats Smethwick. In 2002 nam het Italiaanse Selle Royal Brooks over.
Naast leren fietszadels in diverse modellen produceert Brooks vandaag de dag onder meer zadeltassen.